# Phthanotrochidae
Phthanotrochidae es una familia de foraminíferos bentónicos del suborden Allogromiina y del orden Allogromiida. Su rango cronoestratigráfico abarca el Holoceno.

## Clasificación
Phthanotrochidae incluye al siguiente género:
- Phthanotrochus